# Мала Фермаова теорема
Мала Фермаова теорема (није исто што и последња Фермаова теорема) тврди да ако је  прост број, онда ће за сваки цео број a, {\displaystyle (a^{p}-a)} бити дељиво са p. Ово се може исказати у нотацији модуларне аритметике на следећи начин:
{\displaystyle a^{p}\equiv a{\pmod {p}}\,\!}
Постоји и варијанта ове теореме исказана на следећи начин: ако је p прост и a је цео број узајамно прост са p, онда ће {\displaystyle (a^{p-1}-1)} бити дељиво са p. Записано у модуларној аритметици:
{\displaystyle a^{p-1}\equiv 1{\pmod {p}}\,\!}
Други начин да се ово искаже је да ако је  прост број, и a је било који цео број који није дељив са p, онда a на степен p-1 даје остатак 1 када се подели са p.
Мала Фермаова теорема је основа Фермаовог теста за просте бројеве.

## Примери
- 43 − 4 = 60 је дељиво са 3.
- 72 − 7 = 42 је дељиво са 2.
- (−3)7 − (−3) = −(2 184) је дељиво са 7.
- 297 − 2 = 158 456 325 028 528 675 187 087 900 670 је дељиво са 97.

## Доказ
Ферма је објаснио ову теорему без доказа. Први који је дао доказ је био Готфрид Лајбниц, у рукопису без датума, где је написао да је знао доказ пре 1683. године.

## Генерализације
Проста генерализација ове теореме која директно следи из ње је: ако је  прост број и ако су m и n позитивни цели бројеви, и {\displaystyle m\equiv n{\pmod {p-1}}\,}, онда {\displaystyle a^{m}\equiv a^{n}{\pmod {p}}\quad \forall a\in \mathbb {Z} }. У овом облику се теорема користи да оправда метод енкрипције са РСА (RSA) јавним кључем.
Малу Фермаову теорему је могуће уопштити помоћу Ојлерове теореме: за свако модуло n и сваки цео број a узајамно прост са n, важи
{\displaystyle a^{\varphi (n)}\equiv 1{\pmod {n}}}
где φ() означава Ојлерову φ функцију која даје број целих бројева између 1 и n који су узајамно прости са n. Ово је заиста генерализација, јер ако је  = p прост, онда је &phi;(p) = p &minus; 1.
Ово се може даље уопштити у Кармајклову теорему.
Мала Фермаова теорема има и уопштење у коначним пољима.
Из мале Фермаове теореме следи Ханамова лема; (p-2)! ≡ 1 mod p, где је p било који прост број.